# Руис, Алан
А́лан Науэ́ль Ру́ис (исп. Alan Nahuel Ruiz; родился 19 августа 1993 года в Ла-Плата, Аргентина) — аргентинский футболист, полузащитник бразильского клуба «Спорт Ресифи».

## Клубная карьера

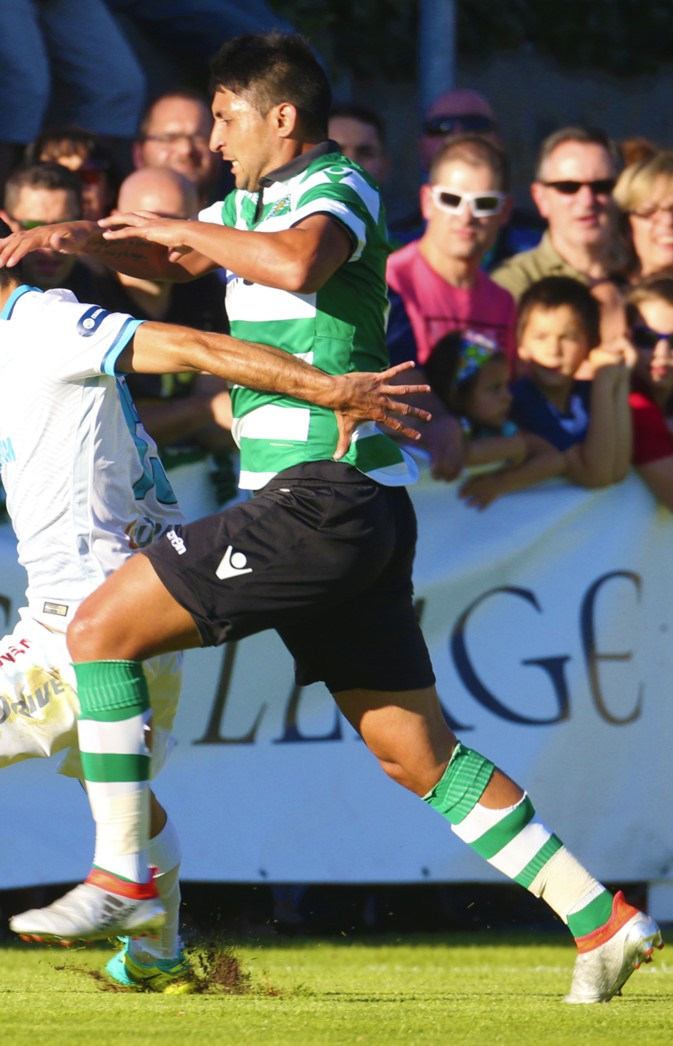
Руис в составе лиссабонского «Спортинга»

Алан — воспитанник футбольной академии «Химнасии» из родного города Ла-Платы. 7 мая 2011 года в матче против «Кильмеса» Руис дебютировал в аргентинской Примере. В своём первом сезоне Алан принял участие в 9 матчах, из них лишь в поединке против «Велес Сарсфилд» он вышел в основе.
4 сентября 2012 года Руис перешёл в «Сан-Лоренсо». Сумма трансфера составила 420 000 евро. 22 сентября в матче против «Велес Сарфилд» Алан дебютировал за новую команду. 27 октября во встрече против «Кильмеса» он забил свой первый мяч. 3 декабря Руис забил победный гол в ворота «Индепендьенте».
В 2014 году Руис перешёл в бразильский «Гремио». 27 апреля в матче против «Атлетико Минейро» он дебютировал в бразильской Серии А. В этом же поединке Алан забил свой первый гол за «Гремио». В составе «трёхцветных» он занял второе место в чемпионате штата Риу-Гранди-ду-Сул.
В 2015 году он вернулся в «Сан-Лоренсо», а спустя полгода был отдан в годичную аренду в «Колон». 19 августа в матче против «Лануса» Алан дебютировал за новую команду. 19 ноября в поединке против «Тигре» Руис забил свой первый гол за «Колон».
Летом 2016 года Алан перешёл в лиссабонский «Спортинг». Сумма трансфера составила 5,3 млн евро. 13 августа в матче против «Маритиму» он дебютировал в дебютировал в Сангриш лиге. 4 февраля 2017 года в поединке против «Порту» Руис забил свой первый гол за «Спортинг». В начале 2018 года он на правах аренды вернулся в «Колон».

## Международная карьера
Летом 2011 года Алан был вызван в молодёжную сборную Аргентины для участия в чемпионате мира среди молодёжных команд. На турнире Руис принял участие в матчах группового этапа против сборных Англии и Мексики, а также в поединках 1/8 и 1/4 финала против команд Египта и Португалии соответственно.
В 2011 году Руис в составе олимпийской сборной Аргентины стал серебряным призёром Панамериканских игр, проходивших в Гвадалахаре. На турнире он сыграл в матчах группового этапа против команд Бразилии и Коста-Рики, а также в полуфинальном противостоянии со сборной Уругвая. В финальном поединке против хозяев турнира Алан на поле не вышел.
В декабре 2012 года Руис попал в заявку молодёжной сборной Аргентины на домашний чемпионат Южной Америки. 10 января 2013 года в матче группового этапа против сборной Чили он дебютировал за молодёжную национальную команду. 18 января в поединке против Колумбии Алан реализовал пенальти и помог хозяевам турнира добиться первой победы.

## Достижения
Международные
 Аргентина (до 23 лет)
- Панамериканских игр: 2011